# شبه الجزيرة الماليزية

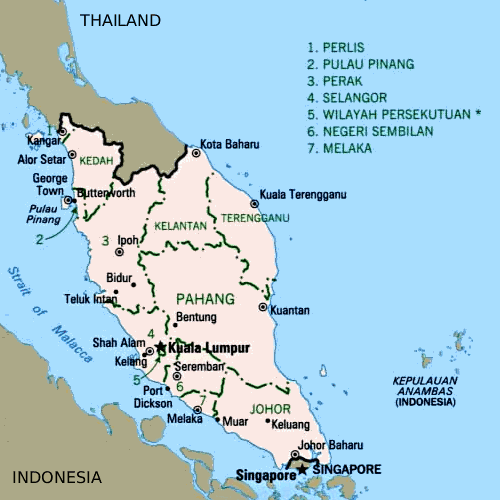
خريطة شبه الجزيرة الماليزية

شبه الجزيرة الماليزية (بالملايو:Semenanjung Malaysia) والمعروفة أيضاً باسم «ماليزيا الغربية» هي جزء من ماليزيا. تقع على شبه جزيرة الملايو مساحتها 131,598 كيلومترا وتشترك بالحدود البرية معا تايلاند وتقع من الغرب من جزيرة سومطرة والشرق عبر بحر الصين الجنوبي ويقدر عدد سكانها بواحد وعشرين مليون نسمة.